# Manuel Ocampo (pintor)
Manuel Ocampo (Ciudad Quezón, 1965) es un pintor filipino contemporáneo cuya obra se nutre de imágenes iconoclastas y agresivas que representan el caos del hombre actual y su pérdida de base cultural nítida. Trabaja principalmente desde su ciudad natal, aunque también ha estado afincado en otros lugares como California, Sevilla o Luxemburgo.

## Biografía
Manuel Ocampo estudió arte en la Universidad de Filipinas entre los años 1984 y 1985, tras lo cual continuó su formación en la mayo en mato a tu mamá 
Universidad Estatal de California. Tras esto se desplazó a Europa, inicialmente a Roma, pero desplazándose pronto a España, como era su deseo, estableciéndose en Sevilla.
Desde el año 2003 vive en su país, en Manila, donde se casó y tiene cuatro hijos.

## Estilo pictórico
El estilo de Ocampo está influenciado por el punk y los dibujos animados, mezclando elementos religiosos y decoraciones barrocas con elementos mundanos y relexiones políticas. Utiliza la metáfora y la alegoría para criticar el colonialismo y en sus cuadros son habituales símbolos de clara referencia ideológica, histórica o literaria, como las esvásticas, emoticones, cruces, desiertos, dientes..

## Exposiciones (selección)
Manuel Ocampo tiene una amplísima trayectoria expositiva internacional, con gran participación en Europa. En el año 1992 participó en el documenta IX de Kassel, y en los años 1993 y 2001 en la Bienal de Venecia. En el año 2000 formó parte de la Bienal de Berlín y en el 2004 en la auf der Bienal de Sevilla.
- 2006. En el cielo no hay cerveza sin alcohol con el artista español Curro González. Galería Ad Hoc (Vigo, España)[3]
- 1997. Heridas de la Lengua, Track 16 Gallery, Santa Mónica (California)
- 1997. Hacer Pintura Es Hacer Patria, Galería OMR, México DF
- 1998 To Infinity and Beyond: Presenting the Unpresentable - The Sublime or the Lack Thereof, Galerie Nathalie Obadia, París
- 1998. Yo también soy pintura. Museo Extremeño e Iberoamericano de Arte Contemporáneo, Badajoz, España[4]
- 1999. “La naturaleza de la cultura” - Manuel Ocampo/Gaston Damag. Intervenciones en el Monasterio de la Cartuja de Santa Maríaa de las Cuevas, Centro Andaluz de Arte Contemporáneo de Sevilla, España

The Inversion of the Ideal: Navigating the Landscape of Intestinal Muck, Swastikating between Love and Hate, Galeria Soledad Lorenzo, Madrid (catalogue)
- 2001. Galería OMR. México DF
- 2001. Free Aesthetic Pleasure Now!, Babilonia 1808, Berkeley, California
- 2003. Sprüth Magers Projekte, Múnich, Alemania
- 2003. Wunderkammer, Gesellschaft Für Gegenwartskunst, Augsburg (Society for Contemporary Art Augsburg), Alemania
- 2003. Lee Almighty, Mag:net Gallery, Ciudad Quezón, Filipinas
- 2005. Bastards of Misrepresentation, Casa Asia, Barcelona, España
- 2008. Galería Tomas March. Valencia, España
- 2008. Uplands Gallery. Melburne, Australia
- 2009. Monuments to the Institutional Critique of Myself, Pablo Gallery, Manila
- 2009. Galerie Nathalie Obadia, Bruselas
- 2009. Galerie Baerbel Graesslin, Frankfurt
- 2009. Bongout, Berlín
- 2010. Galerie Nosbaum Reding, Luxemburgo
- 2010. An Arcane Recipe of Cannibalized Ingredients Taken from the Reliquaries of Some Profane Illumination Tyler Rollins Fine Art, Nueva York
- 2011. The Painter’s Equipment, Valentine Willie Fine Arts, Singapur
- 2011. The 80’s, Magnet Gallery, Filipinas

El cineasta Phillip Rodriguez rodó en el año 1998 un documental sobre la vida y carrera de Ocampo titulado Manuel Ocampo, God Is My Copilot.
Die 1992 entstandene Malerei Why I Hate Europeans von Ocampo wurde als Album Cover für Mythmaker (2007) von Skinny Puppy verwendet.

## Premios (selección)
- 1998 Lila Wallace Reader’s Digest Artists at Giverny Program
- 1996 National Endowment for the Arts, Visual Arts
- 1995-96 Rome Prize in Visual Arts, Academia Americana de Roma[6]
- 1995 ThePollock-Krasner Foundation, Inc.par The Art Matters Foundation